# Finn Bálor
Fergal Devitt (ur. 25 lipca 1981 w Bray w Irlandii) – irlandzki wrestler występujący w federacji WWE w brandzie Raw pod pseudonimem ringowym Finn Bálor.
Devitt jest znany głównie ze swoich występów w federacji New Japan Pro-Wrestling (NJPW) jako Prince Devitt, w której był trzykrotnym posiadaczem IWGP Junior Heavyweight Championship, a także sześciokrotnie posiadał IWGP Junior Heavyweight Tag Team Championship (dwa razy z Minoru i cztery z Ryusuke Taguchim). Jest również dwukrotnym zwycięzcą turnieju Best of the Super Juniors (wygrywając edycje z 2010 i 2013), a także jednym z założycieli grupy Bullet Club. Podczas pobytu w NJPW pracował również dla meksykańskiej promocji Consejo Mundial de Lucha Libre (CMLL), gdzie Devitt zdobył NWA World Historic Middleweight Championship. Występował również w wielu federacjach niezależnych, w których zdobył ICW Zero-G Championship, RPW British Cruiserweight Championship i dwa razy NWA British Commonwealth Heavyweight Championship.
Po podpisaniu kontraktu z WWE i dołączeniu do rozwojowego brandu NXT, Bálor zdobył NXT Championship i był najdłużej panującym mistrzem w historii tytułu (292 dni). Zadebiutował w głównym rosterze w 2016 i był pierwszym wrestlerem, który zdobył światowy tytuł w debiucie na gali pay-per-view, stając się inauguracyjnym posiadaczem WWE Universal Championship. Jego panowanie zakończyło się dzień później z powodu odniesienia kontuzji ramienia podczas pojedynku o tytuł.

## Kariera profesjonalnego wrestlera

### Wczesna kariera (2000–2006)
Mając zaledwie 18 lat Devitt zadebiutował w federacji NWA UK Hammerlock. Niedługo później zdobył swój pierwszy tytuł – NWA British Commonwealth Heavyweight Championship, a następnie zaczął podróżować z federacją po Irlandii, Wielkiej Brytanii i Stanach Zjednoczonych. W połowie 2002 roku utworzył NWA Ireland z Paulem Tracym. Sam Devitt został w niej jednym z trenerów, prowadząc wielu wrestlerów, w tym Becky Lynch.
8 października 2005 roku Devitt po raz drugi sięgnął po NWA British Commonwealth Championship, pokonując Dru Onyxa. Obaj zawodnicy zostali zaproszeni do trenowania w New Japan Inoki Dojo w Santa Monica w Kalifornii. Po tym, jak zaimponował wielu trenerom, zaproszono go do głównego dojo New Japan Pro Wrestling w Japonii. W marcu 2006 stracił swój tytuł na rzecz Karla Andersona.

### New Japan Pro Wrestling

#### Pegasus Kid (2006)
Dzień po utracie tytułu w NWA UK Hammerlock, Devitt podpisał kontrakt z New Japan Pro Wrestling (NJPW). W lipcu 2006 zadebiutował jako Prince Devitt w pojedynku z El Samuraiem. Sporadycznie występował też w masce jako drugi Pegasus Kid, przez co często był porównywany do pierwszego Pegasus Kida – Chrisa Benoit.

#### Control Terrorism Unit i Rise (2007–2008)
Na początku września Devitt przeszedł heel turn i rozpoczął współpracę z grupą Control Terrorism Unit (CTU). W grupie występował w roli ucznia, przegrywał swoje pojedynki, przez co inni członkowie byli skłonni wyrzucić go z CTU. Dostał swoją ostatnią szansę, którą wykorzystał i zaimponował kolegom z CTU na tyle, by pozwolili mu zostać. Oficjalnym członkiem CTU został jednak, dopiero gdy razem z liderem grupy, Jushinem Thunder Ligerem, wygrał starcie drużynowe.
W styczniu 2007 został poważnie kontuzjowany. Do ringu wrócił dopiero w maju. Znacząco poprawiły się jego umiejętności ringowe. Po rozwiązaniu CTU w sierpniu 2007, wstąpił do grupy RISE razem z Minoru. Devitt i Minoru tworzyli razem tag team „Prince Prince”. 27 stycznia 2008 zdobyli pasy IWGP Junior Heavyweight Tag Team Championship. Stracili je na rzecz Akiry i Jushina Thunder Ligera w lutym, po czym odzyskali pasy 21 kwietnia. Po 3 miesiącach ponownie utracili pasy, tym razem przegrywając z No Limit.

#### Apollo 55 (2009–2013)

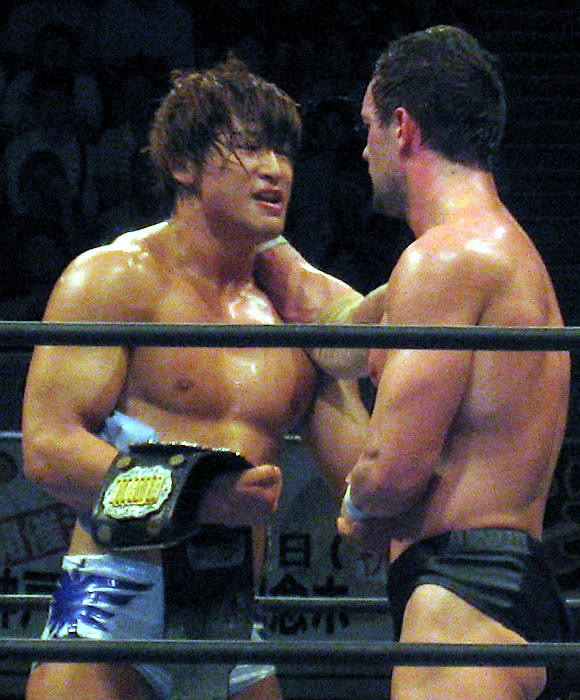
Devitt w czerwcu 2011 po utracie IWGP Junior Heavyweight Championship

Devitt utworzył tag team Apollo 55 z Ryusuke Taguchim. 5 lipca 2009 wygrali pasy IWGP Junior Heavyweight Tag Team Championship. W styczniu 2010 Devitt i Taguchi obronili swoje pasy na Wrestle Kingdom IV w starciu przeciwko Averno i Último Guerrero. Pasy zostały im odebrane w kwietniu z powodu przekroczenia limitu 30 dni bez obrony tytułu (tzw. 30 Day Title Defense Rule).
W czerwcu wygrał turniej 2010 Best of the Super Juniors, przez co otrzymał szansę walki o mistrzostwo. 19 czerwca Devitt pokonał Naomichiego Marufuji, zdobywając tym samym IWGP Junior Heavyweight Championship. Tydzień później razem z Taguchim drugi raz zdobyli IWGP Junior Heavyweight Tag Team Championship. Apollo 55 straciło swoje pasy 11 października na rzecz Kennego Omegi i Koty Imbushiego.
Kota Imbushi i Devitt spotkali się w ringu na Wrestle Kingdom V w Tokyo Dome w styczniu 2011, ze starcia zwycięsko wyszedł Devitt. Niedługo później Apollo 55 odzyskało stracone pasy. Devitt brał udział w pierwszym tourze NJPW po Stanach Zjednoczonych. 18 czerwca, po 364 dniach panowania jako mistrz, stracił pas Junior Heavyweight, przegrywając z Kotą Imbushim. Tytuł odzyskał w walce z Kushidą po tym, jak Kota został kontuzjowany, a zwakowany pas Koty postawiony na szali. W październiku Devitt i Taguchi po raz kolejny stracili tytuły, po czym odzyskali je na Wrestle Kingdom VI. Tym samym Devitt stał się rekordzistą w ilości zdobytych tytułów IWGP Junior Heavyweight Tag Team Championship (6 razy).
W marcu 2012 Devitt udał się na tour po Meksyku z zaprzyjaźnioną z NJPW federacją Consejo Mundial de Lucha Libre (CMLL). W CMLL zadebiutował 23 marca, w six-man tag team matchu, po którym wyzwał Voladora Jr. na pojedynek o pas NWA World Historic Middleweight Championship. Devitt wygrał to starcie, stając się nowym mistrzem, a pas stracił dopiero we wrześniu. W NJPW, po 227 dniach panowania, Devitt stracił pas Junior Heavyweight.
Z Meksyku do NJPW wrócił w październiku i niedługo później trzeci raz zdobył pas Junior Heavyweight. Po przegranej z Hiroshim Tanahashim, Prince Devitt przeszedł heel turn. Od tej pory zachowywał się arogancko, przestał okazywać szacunek innym wrestlerom, z wyjątkiem Tauguchiego. Po przegranym tag team matchu o pasy, Devitt odwrócił się od Tauguchiego, kończąc wieloletnią przyjaźń, po czym przedstawił Bad Luck Fale’a jako swojego nowego „ochroniarza”, a siebie samego nazwał „Real Rock ‘n’ Rolla”.

#### Bullet Club (2013–2014)

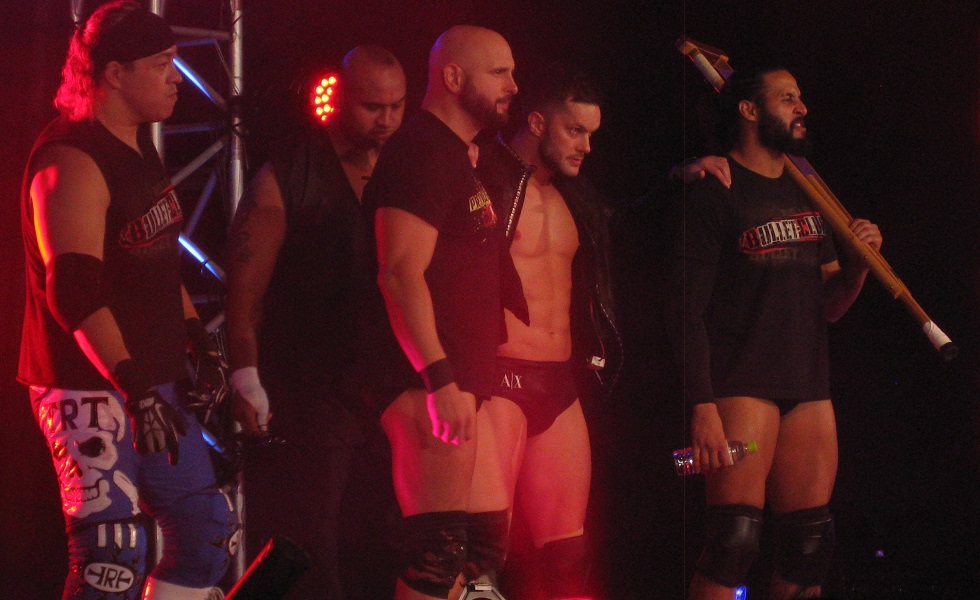
Devitt z grupą Bullet Club we wrześniu 2013

Pierwszym starciem pomiędzy byłymi partnerami była walka tag teamowa, w której Devitt i Fale pokonali Tauguchiego i Captain New Japan’a. Do Devitta i jego ochroniarza dołączyli Karl Anderson oraz Tama Tonga. Grupę ochrzczono nazwą „Bullet Club”. Niedługo później Devitt wyjawił swój kolejny cel: zostanie pierwszym w historii zawodnikiem posiadającym pasy IWGP Junior Heavyweight i IWGP Heavyweight jednocześnie. Wyzwał więc ówczesnego mistrza IWGP Heavyweight – Kazuchikę Okadę. Ten przyjął wyzwanie pod warunkiem, że Devitt najpierw obroni swój własny tytuł w walce przeciwko Gedowi. Prince Devitt obronił tytuł, a następnie przegrał z Okadą, mimo pomocy kolegów z Bullet Club. W tym samym czasie rywalizował też z Hiroshim Tananashim.
Nowym wrogiem Devitta stał się debiutant Kota Ibushi. Ich rywalizacja zakończyła się na Wrestle Kingdom VI, gdzie Devitt stracił swój pas Junior Heavyweight po 14 miesiącach bycia mistrzem. Walczył wtedy po raz pierwszy w pomalowanej twarzy i reszcie ciała. W podobny sposób malował się również przed najważniejszymi walkami aż do końca swojej działalności w NJPW.
Następnego dnia Devitt został zaatakowany przez powracającego Ryusukę Taguchiego. Rok po rozwiązaniu Apollo 55, Devitt i Taguchi zawalczyli ostatni już raz. Podczas walki Devitt powtarzał najnowszym członkom Bullet Club (Matt i Nick Jackson), aby się nie wtrącali, przez co ci odwrócili się od niego. Taguchi pokonał Devitta. Po zakończeniu walki byli tag team partnerzy podali sobie ręce.
Nazajutrz NJPW ogłosiło, że Fergal Devitt opuścił federację.

### WWE

#### NXT (2014–2016)

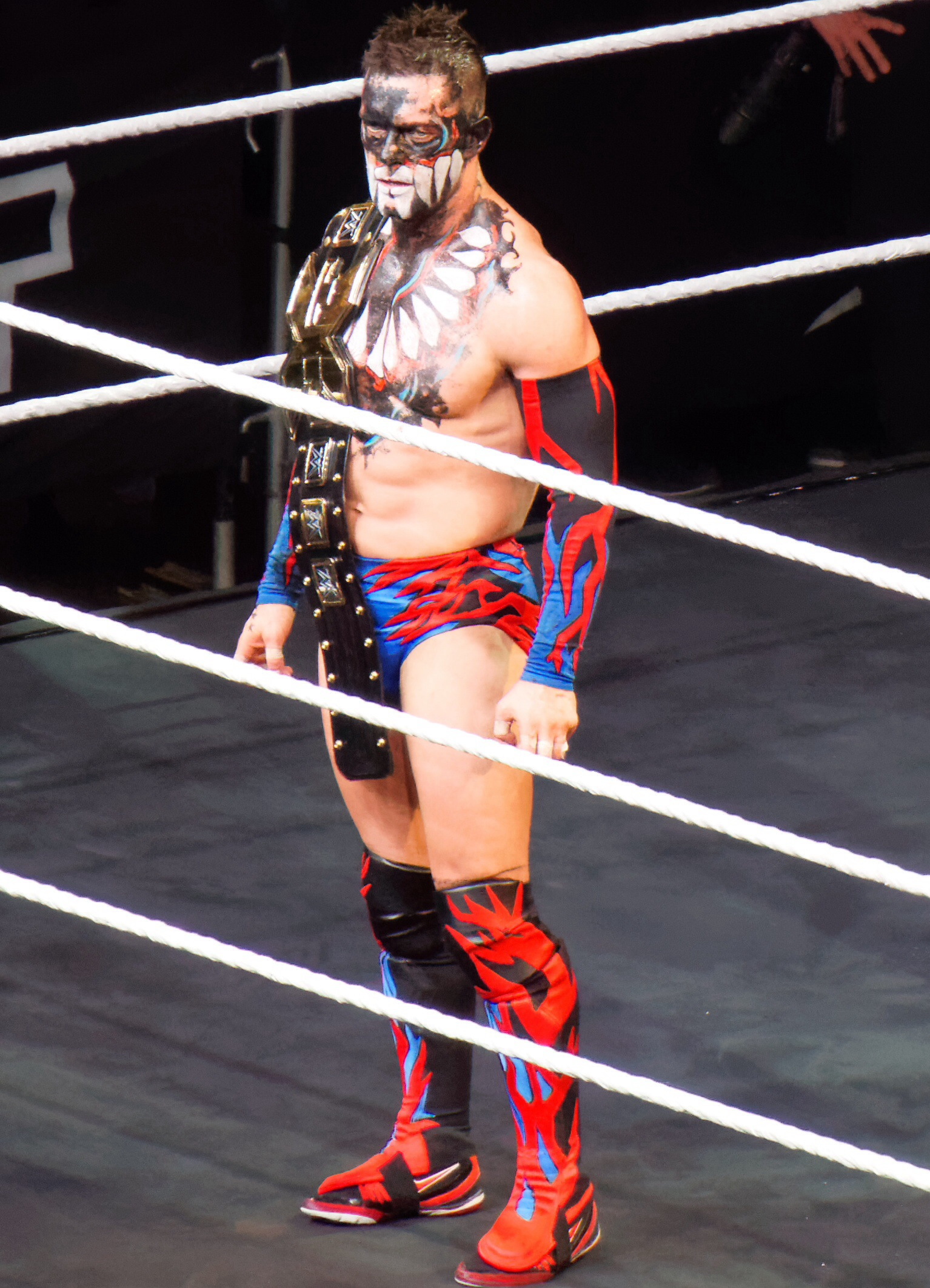
Bálor po obronie NXT Championship na gali NXT TakeOver: Dallas z kwietnia 2016

15 maja 2014 roku WWE ogłosiło, że Devitt podpisał kontrakt z federacją i będzie walczył w rozwojówce WWE – NXT. Później ogłoszono jego nowy pseudonim – Finn Bálor. Bálor pierwszy raz pojawił się w NXT 24 września 2014 roku, pomógł on Hideo Itamiemu w krótkiej walce z The Ascension. Po kilku tygodniach, na NXT TakeOver: R Evolution, Bálor i Itami pokonali Ascension w walce tag teamowej. Była to pierwszą walką, w której Bálor pojawił się pomalowany.
Bálor następnie wygrał turniej o tytuł pretendenta do pasa NXT Championship, lecz później przegrał pojedynek z mistrzem NXT, Kevinem Owensem. Kolejną szansę dostał po pokonaniu Tylera Breeze’a na NXT TakeOver: Unstoppable. 4 lipca, podczas eventu The Beast in the East w Tokio, Bálor pokonał Owensa zdobywając mistrzostwo, a następnie obronił pas w Ladder matchu z byłym mistrzem. Razem z Samoa Joem wygrał turniej Dusty Rhodes Tag Team Classic. Po wygranym przez mistrza NXT pojedynku z Apollo Crewsem, Samoa Joe zaatakował Bálora, rozpoczynając zaciekłą rywalizację pomiędzy nimi. 16 grudnia Bálor obronił swój pas w walce z Joem na NXT TakeOver: London. W lutym 2016 odniósł kontuzję kostki, która wykluczyła go z akcji w ringu na dwa tygodnie. Na gali NXT TakeOver: Dallas, Bálor zdołał obronić mistrzostwo NXT w kolejnej walce z Samoa Joem. 21 kwietnia, podczas jednego z house showów, po 292 dniach panowania stracił pas NXT Championship na rzecz Joego. W maju ogłoszono, że rewanżowy Steel Cage match pomiędzy Joem a Bálorem odbędzie się na NXT TakeOver: The End; na gali, Samoa Joe obronił tytuł. 24 czerwca na nagraniach do odcinków tygodniówki NXT, Bálor przegrał w walce z Shinsuke Nakamurą, co okazało się jego ostatnim pojedynkiem w NXT.

#### Raw (od 2016)
19 lipca, w wyniku WWE Draftu, Bálor został przeniesiony do rosteru Raw. 25 lipca na odcinku tygodniówki Raw, stał się on jednym z dwóch pretendentów do nowo utworzonego tytułu WWE Universal Championship. Na gali SummerSlam, Bálor pokonał drugiego pretendenta – Setha Rollinsa – stając się pierwszym w historii Universal Championem. Jednakże z powodu odniesionej kontuzji ramienia, Bálor zmuszony był zawiesić zdobyty tytuł po niecałym dniu panowania.
W tygodniach poprzedzających SummerSlam, Bálor rozpoczął feud z Elias, po tym, jak przypadkowo przerwał jeden z jego występów. To doprowadziło do pojedynku pomiędzy tymi dwoma, w których Samson pokonał Bálora w NO DQ Matchu po interwencji rywala Bálora, Braya Wyatta. W pojedynku pomiędzy Bálorem i Brayem Wyattem, ten drugi zdołał odnieść zwycięstwo nad Bálorem. Obaj stawili czoła w rewanżu na SummerSlam, gdzie Bálor wystawił swoje alter ego- „Demon King” i pokonał Wyatta. Konflikt między nimi trwał przez kolejne miesiące, co doprowadziło do kolejnego pojedynku, na No Mercy, gdzie Bálor po raz kolejny pokonał Braya. Obaj również mieli stawić czoła rewanżowi pomiędzy Demonem Kingiem a Sister Abigaill na TLC, jednak Wyatt został wykluczony z wydarzenia 20 października z powodu choroby, a zamiast tego został zastąpiony przez AJ Stylesa. Chociaż pokonał Stylesa obaj okazali sobie wzajemny szacunek i po meczu pokazali sobie nawzajem symbol „Too Sweet”. W listopadzie, podczas Survivor Series, Bálor wziął udział w tradycyjnym 5 vs 5 Elimination Matchu po stronie Raw gdzie był piątym człowiekiem wyeliminowanym przez Randy’ego Ortona, chociaż jego drużyna była ostatecznie zwycięska.
Na Raw 1 stycznia 2018 roku, Bálor połączył siły z Lukiem Gallowsem i Karlem Andersonem, gdy trio pokonało Eliasa i The Miztourage (Curtis Axel i Bo Dallas) w sześcioosobowym tag team matchu. W następnym tygodniu trio oficjalnie zjednoczyło się i utworzyło Bálor Club, hołd dla ich byłej stajni. Tej samej nocy pokonali Intercontinental Championa Roman Reigns i Raw Tag Team Championów Setha Rollinsa i Jasona Jordana w sześcioosobowym tag team matchu. 28 stycznia, podczas Royal Rumble 2018, Bálor zakończył swój pierwszy tego typu występ na podium, trwając w ringu ponad 57 minut i eliminując czterech uczestników, zanim został wyeliminowany przez Johna Cene. Miesiąc później Bálor po raz pierwszy wystąpił w Eliminiation Chamer Matchu, gdzie wszedł ostatni, ale był drugim uczestnikiem wyeliminowanym przez Brauna Strowmana. Przez cały marzec i kwiecień, Bálor rozpoczął krótką rywalizację z Mizem i Rollinsem o Intercontineantal Championship które doprowadziły do Triple-Threatu na WrestleManii 34 (który był także debiutem Bálora na Wrestlemanii), gdzie Rollins był tym, który zdobył pas. Trzy tygodnie później, podczas Greatest Royal Rumble Bálor po raz kolejny bezskutecznie walczył o mistrzostwo interkontynentalne w fatal 4-way z Rollinsem, Mizem i Joe. W czerwcu Bálor na Money In the Bank brał udział w Ladder Matchu o walizkę po raz pierwszy w karierze, ostatecznie wygrał Braun Strowman.
Po Money in the Bank (2018), Bálor wdał się w spór z Baronem Corbinem, którego pokonał dwukrotnie – w lipcu (na Extreme Rules (2018) oraz w sierpniu (na SummerSlam jako „Demon King”-Baron nie wykonał nawet jednego ataku) dobę po SummerSlam, 20 sierpnia na odcinku Raw, Bálor został ostatecznie nagrodzony rewanżem o Universal Championship przeciwko świeżo ukoronowanemu mistrzowi Romanowi Reignsowi, jednak nie udało mu się odzyskać tytułu. Przez najbliższe miesiące Bálor rywalizował w różnych walkach przeciwko takim zawodnikom, jak Jinder Mahal, Bobby Lashley. W listopadzie Bálor rozpoczął feud z Drew McIntyre, który zachowywał się tak, jakby próbował uratować go przed atakiem Lashleya tylko po to, by go zaatakować. W tym czasie Bálor został ogłoszony w ramach Survivor Series jednym z reprezentantów Raw w tradycyjnym 5 vs 5 Elimination Matchu na Survivor Series, gdzie zaatakował Drew po zmienieniu się z nim.
16 grudnia, podczas TLC: Tables, Ladders & Chairs, Bálor zemścił się na McIntyre, pokonując go w pojedynku po interwencji swojego byłego sojusznika Dolpha Zigglera. Finn dokonał odwetu na Corbinie podczas jego walki z Braunem Strowmanem atakując krzesłem. Po meczu Ziggler Finna zaatakował Bálora za kulisami, co sugerowało, że nie potrzebuje pomocy, by pokonać McIntyre’a. Zapoczątkowało to pojedynek pomiędzy dwoma, które miało miejsce następnego wieczoru na Raw, co zakończyło się niepowodzeniem, ponieważ McIntyre zaatakował dwóch. 24 grudnia 2018 r. Nagraniego 17 grudnia 2018 r. przywódca Bullet Clubu pokonał obydwóch jednocześnie w Triple Threat Matchu co zakończyło ich feud. 12 stycznia 2019 roku na NXT UK TakeOver: Blackpool, Bálor pojawił się niespodziewanie jako zastępca Travisa Banksa w meczu z Jordanem Devlinem, jako że Banks został zaatakowany przez Devlina wcześniej tego samego dnia. Następnie Bálor pokonał Devlina wraz z Coup de Grâce dając mu lekcję. Na odcinku WWE Raw z 14 stycznia, po tym, jak Braun Strowman został usunięty z walki o mistrzostwo Universal przeciwko Brockowi Lesnarowi na Royal Rumble po uszkodzeniu limuzyny Vince’a McMahona, Bálor został zakwalifikowany do fatal-4 way pokonując Jindera Mahala walcząc z Drew McIntyre’em, Johnem Ceną i Baronem Corbinem, aby ustalić, kto zajął miejsce Strowmana przeciwko Lesnarowi na PPV, w którym Bálor wyszedł zwycięsko po przypięciu Ceny. Na Royal Rumble PPV, Bálor przegrał z Lesnarem po zapięciu Kimury. Brock Lesnar tym samym zakończył streak zwycięstw w walkach 1 vs 1 na PPV.
Na WWE Raw 28 stycznia, występ Bálora został przerwany przez Intercontinental Championa Bobby’ego Lashleya i Lio Rusha, podczas gdy Bálor zajął się jego porażką, a następnie został zaatakowany przez Lashleya, wywołując spór między tymi dwoma. 17 lutego na Elimination Chamber, Bálor pokonał Lashleya i Rusha w Handicap Matchu, aby zdobyć Intercontinental Championship, po tym jak Bálor przypiął Rusha. Podczas pierwszego Raw po WWE Fastlane Bálor niespodziewanie stracił pas na rzecz Bobby’ego Lashleya, któremu pomógł Lio Rush.
25 marca na WWE Raw, Bálor pokonał Lashleya i Jindera Mahal w meczu handicapowym, aby uzyskać rewanż o mistrzostwo na WrestleManii 35. Bálor, używając swojego Alter Ego „Demon King” pokonał Lashleya na WrestleManii i odzyskał WWE Intercontinental Championship. Następnej nocy na Raw Bálor pokonał powracającego Samiego Zayna broniąc tytuł.

## Życie prywatne
Zanim zadecydował, że zostanie wrestlerem, Devitt grał w piłkę nożną i futbol gaelicki. Dorastając był wielkim fanem brytyjskiego programu telewizyjnego World of Sport, Shawna Michaelsa, Ricka Rude’a, Mr. Perfecta, Koko B. Ware’a i Savio Vegi. Devitt kolekcjonuje klocki Lego i komiksy, jest również fanem angielskiej Premier League, a w szczególności – zespołu Tottenham Hotspur F.C.

## Mistrzostwa i osiągnięcia
- American Wrestling Roadshow

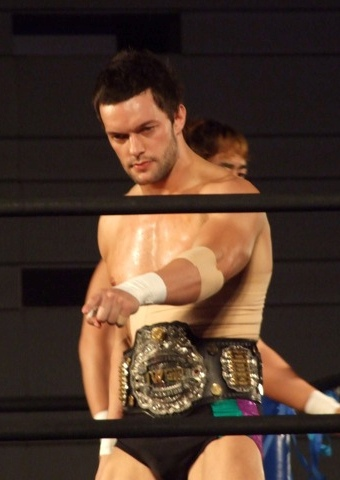
Devitt trzy razy zdobył IWGP Junior Heavyweight Championship

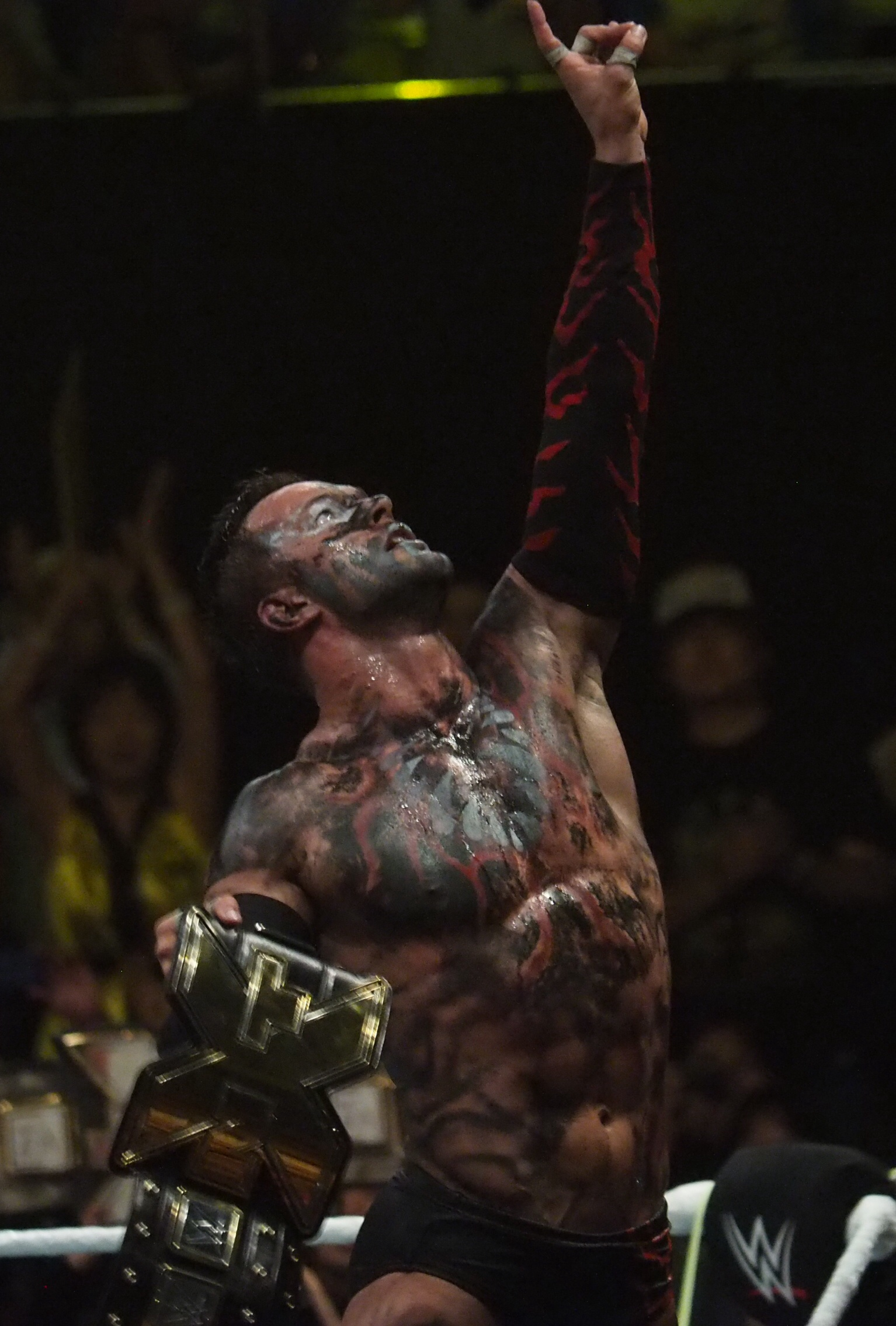
Devitt jest byłym mistrzem NXT

  - Wrestling.Ie Championship (1 raz)[58]
- Consejo Mundial de Lucha Libre
  - NWA World Historic Middleweight Championship (1 raz)[20]
- Insane Championship Wrestling
  - ICW Zero-G Championship (1 raz)[59]
- Kaientai Dojo
  - Best Tag Team Match (2010) z Ryusuke Taguchim vs. Makoto Oishi and Shiori Asahi 17 kwietnia[60]
- New Japan Pro Wrestling
  - IWGP Junior Heavyweight Championship (3 razy)[15]
  - IWGP Junior Heavyweight Tag Team Championship (6 razy) – z Minoru (2) i Ryusuke Taguchim (4)[11]
  - Best of the Super Juniors (2010, 2013)[61][62]
  - J Sports Crown Openweight 6 Man Tag Tournament (2010, 2011) – z Ryusuke Taguchim i Hirooki Gotem[63]
- NWA UK Hammerlock
  - NWA British Commonwealth Heavyweight Championship (2 razy)[1]
- Pro Wrestling Illustrated
  - PWI umieściło go na 28. miejscu w top 500 wrestlerów rankingu PWI 500 w 2015[64]
- Revolution Pro Wrestling
  - British Cruiserweight Championship (1 raz)[65]
- Tokyo Sports
  - Best Bout Award (2010) z Ryusuke Taguchim vs. Kenny Omega i Kota Ibushi (NJPW, 11 października)[66]
- WWE NXT
  - NXT Championship (2 razy)[67]
  - Dusty Rhodes Tag Team Classic (2015) – z Samoa Joem[43]
  - NXT Championship #1 Contender Tournament (2015)[38]
  - NXT Year-End Awards (2 razy)
    - Overall Competitor of the Year (2015)[68]
    - Male Competitor of the Year (2015)[68]
- WWE
  - WWE Universal Championship (1 raz)[55]
  - WWE Intercontinental Championship (2 razy)[potrzebny przypis]
  - WWE United States Championship (1 raz)[potrzebny przypis]
  - WWE World Tag Team Championship (3 razy, obecnie) – z Damian'em Priest'em (2 razy), z  JD McDonagh (1 raz, obecnie)[potrzebny przypis]
  - WWE SmackDown Tag Team Championship  (2 razy) – z Damian'em Priest'em[potrzebny przypis]
  - Grand Slam Champion  (17-sty w obecnym formacie, 24-ty ogólnie)[potrzebny przypis]
  - Slammy Awards (1 raz)  – Faction of the Year (2024) – jako członek The Judgment Day[potrzebny przypis]